# Jacob Gordin
Jacob Gordin (Odessa, 1º maggio 1853 – New York, 11 giugno 1909) è stato uno scrittore russo naturalizzato statunitense.

## Biografia

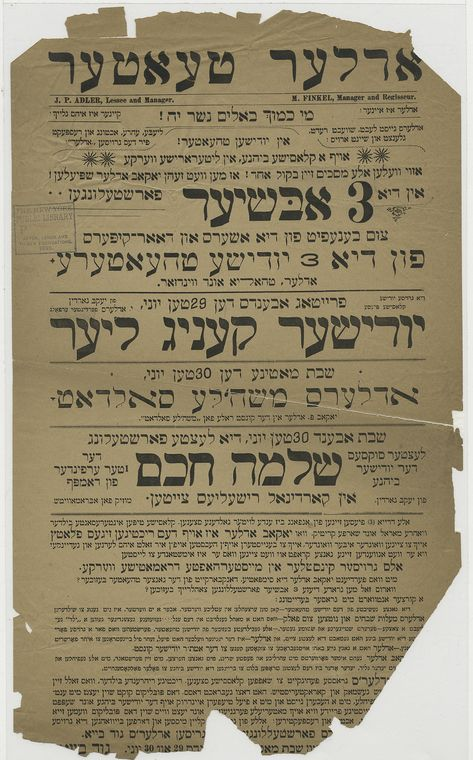
Poster di Re Lear ebreo, 1892

Venne educato in casa da parenti e amici nel pieno rispetto di una cultura tradizionale ma anche aperta ai valori liberali.
Avvicinatosi alla letteratura a al teatro grazie allo studio e all'apprezzamento dello scrittore Abraham Goldfaden, ma dimostratosi persin più talentuoso del suo ispiratore come autore drammatico, realizzò nell'ultimo ventennio dell'Ottocento alcuni dei più riusciti copioni del repertorio del teatro ebraico di Odessa.
Una volta trasferitosi negli Stati Uniti nel 1891, divenne l'iniziatore del repertorio dell'attività teatrale yiddish nel Nuovo Mondo, ancora oggi esistente.
Nei suoi lavori descrisse, con un gusto prettamente realistico e naturalistico, le vicende e le caratteristiche peculiari della società piccolo borghese presente nel ghetto russo.
La sua prima opera, intitolata Siberia, fu incentrata sulla storia vera di un prigioniero rinchiuso nelle carceri siberiane, che riuscì ad evadere e a condurre una vita normale per molti anni, prima di espatriare.
Se il suo secondo lavoro, Due mondi riscosse già un buon successo, con il seguente, Re Lear ebreo, diede l'inizio alla carriera di commediografo yiddish.
Già con i suoi primi lavori, Gordin evidenziò la capacità di sintesi tra elementi tradizionali e modernisti, oltreché una profonda genuinità dei personaggi.
Tra le sue opere più importanti è da annoverare Mirra Efros, portata in scena negli Stati Uniti da Ester Rachel Kamińska e in Italia da Tatiana Pavlova.
Lavorò anche come giornalista su quotidiani di tendenze socialiste quali Arbayter Tsaytung e poi come attore.

## Opere principali
- Sibirye ("Siberia"), 1891;
- Der pogrom in rusland ("I Pogrom in Russia"), 1892;
- Tsvey veltn, oder Der groyser sotsialist ("Due mondi, o il grande Socialismo"), 1892;
- Der yidisher kenig lir ("Re Lear ebreo"), 1892;
- Der vilder mentsh ("L'uomo selvaggio"), 1893;
- Captain Dreyfus; Pogrom, 1893;
- Di litvishe brider lurie ("I fratelli Lurie dalla Lituania"), 1894;
- Der folks faynd ("Un nemico del popolo"), 1896;
- Medea, 1897;
- Mirele Efros, oder di yidishe kenigin lir ("Mirele Efros o la regina Lear ebrea"), 1898;
- Shloime khokhem ("Solomon il saggio"), 1899-1900;
- Got, mentsh un tayvl ("Dio, uomo e diavolo"), 1900;
- Safo ("Saffo"), 1900;
- Der momzer ("Il bastardo"), 1901;
- Di makht fun finsternish ("Il potere delle tenebre"), 1902;
- Di Kreytser sonata ("La sonata Kreytser"), 1902;
- Khasye di yesoyme ("Khasia l'orfano"), 1903;
- Der emes or Die varhayt ("La verità"), 1903;
- Di emese kraft ("Il vero potere"), 1904;
- Tkhies-hameysim ("Resurrezione"), 1904;
- Der unbekanter ("Lo straniero"), 1905;
- Elisha Ben Abuyah, 1906;
- On a heym ("Il senzatetto"), 1907;
- Dementia Americana, 1908.